# 航空例行天氣報告
航空例行天氣報告（法語：message d'observation météorologique régulière pour l'aviation，簡稱METAR）是一種例行的航空天氣報告，飛行員和航管員會使用它來評估機場天氣狀況。
航空例行天氣報告作為一種天氣報告，主要作用是向飛行員和航管員等通知該地區當前的天氣情況，並不包含天氣預報的預測資訊。然而，部分報告中亦可能含有 BECMG 關鍵字，用於表示當前天氣的變化趨勢。於較大型的機場附近，飛行員與航管員如需得知該日未來24小時的天氣預報資訊，則需另外查看機場天氣預報（TAF）。由於METAR無須對天氣狀況進行預測，絕大多數機場均有提供該項資訊，而需要專業氣象人員進行預測的TAF則通常僅於大型機場提供。

## 起源
例行天氣報告的格式是在1968年1月1日制訂。但是跟隨美國聯邦航空局制度的美國和加拿大在1996年7月1日才啟用和國際格式大致相同的例行天氣報告。
例行天氣報告的英文METAR和國際緊急求救信號Mayday一樣，也是從法語演變過来的。METAR在法語原本的寫法是，指航空氣象狀況例行觀測所得的信息，之後人們就拿這幾個詞語的字頭METAR來作其名稱。美國聯邦航空局和美國國家氣象局將METAR在英語的角度看成為，這也視作METAR名稱的由來。

## 內容
一個METAR是包括了溫度，露點溫度，風向，雲的資訊，能見度和給飛行員修正高度錶的氣壓讀數。除此之外，METAR還可以包括降水，雷和其他特別天氣狀況的資訊。
該報告為每隔一小時或半小時發出一次的定期例行報告。當兩次報告時間間隔內的天氣狀況有顯著改變時，則可能發佈SPECI報告。該報告與METAR相比，除開頭使用SPECI關鍵字外，格式完全相同。

### 天氣現象代碼
以下為例行天氣報告中，描述天氣現象的代碼及意義：
| 強度或鄰近 | 強度或鄰近 | 描述 | 描述          | 降水 | 降水     | 遮蔽 | 遮蔽       | 其他 | 其他                   |
| ---------- | ---------- | ---- | ------------- | ---- | -------- | ---- | ---------- | ---- | ---------------------- |
| -          | 小         | MI   | 淺薄（霧）    | DZ   | 毛雨     | BR   | 靄         | PO   | 尘旋风                 |
|            | 中         | PR   | 部分（霧）    | RA   | 雨       | FG   | 霧         | SQ   | 颮                     |
| +          | 大         | BC   | Patches（霧） | SN   | 雪       | FU   | 煙         | FC   | 漏斗雲、龍捲風、水龍卷 |
| VC         | 鄰近       | DR   | 低吹          | SG   | 雪粒     | VA   | 火山灰     | SS   | 沙暴                   |
|            |            | BL   | 吹            | IC   | 冰晶     | DU   | 沙塵暴     | DS   | 塵暴                   |
|            |            | SH   | 陣性          | PL   | 霙       | SA   | 沙         |      |                        |
|            |            | TS   | 雷暴          | GR   | 雹       | HZ   | 霾         |      |                        |
|            |            | FZ   | 凍            | GS   | 霰       | PY   | 海沫、水沫 |      |                        |
|            |            |      |               | UP   | 不明降水 |      |            |      |                        |

## 國際式航空例行天氣報告
以下是一個由 香港國際機場 发布的 METAR：
METAR VHHH 251600Z 24015G25KT 200V280 0600 R07L/1000U FG DZ SCT010 OVC020 17/16 Q1018 BECMG TL1700 0800 FG BECMG AT 1800 9999 NSW=
- VHHH：香港国际机场的国际民航组织机场代码
- 251600Z：發出於該月25日16:00協調世界時（UTC）
- 24015G25KT：風向240度，風速15節，陣風25節（如果風速是國際單位制的米每秒，就會使用MPS後綴）
- 200V280：風向除了在240度外，還不時在200-280度間轉變。（200Variable280）
- 0600：能見度600米
- R07L/1000U：07L/25R跑道視程為1000米，而跑道視程的數值在過去10分鐘有上升趨勢
- FG DZ：有霧及毛毛雨
- SCT010：於1000英呎有疏雲或多雲（Scattered, 3/8 - 4/8）
- OVC020：於2000英呎有八份雲（Overcast, 8/8）
- 17/16：地面溫度17摄氏度，露點16摄氏度
- Q1018：修正海平面气压為1018百帕斯卡（QNH1018）
- BECMG TL1700 0800 FG：有霧，能見度逐漸轉變，到17:00協調世界時（UTC）時為800米
- BECMG AT 1800 9999 NSW：18:00 協調世界時（UTC）時，能見度逐漸轉為10公里或以上，且無重要天氣狀況

## 美式航空例行天氣報告
美國及加拿大機場所發出的航空例行天氣報告雖然信息排列上上跟國際樣式一樣，可是在表達上稍有不同，下面是一個以甘迺迪國際機場作例子的METAR。 
```
   
METAR KJFK 051853Z 04011KT 1/2SM VCTS SN FZFG BKN003 OVC010 M02/M02 A3006 RMK AO2 
```

- KJFK 国际民航组织机场代码
- 051853z發出於該月5日1853協調世界時（UTC）
- 04011KT風向040度，風速11节
- 1/2SM能見度半英里（half statute miles）
- VCTS附近有雷暴
- SN中等程度的雪
- FZFG霜霧
- BKN003於300英呎有5-7份雲（Broken three hundred）
- OVC010於1000英呎有8份雲（Overcast one thousand）
- M02/M02地面溫度負2摄氏度，露點負2摄氏度
- A3006氣壓30.06吋（Altimeter 3006）
- RMK備註
- AO2該機場有降水感應器

## 外部連結
- http://weather.noaa.gov/weather/metar.shtml （页面存档备份，存于） 美國國家海洋與大氣總局（NOAA）航空例行天氣報告（可用機場代碼查到各國機場的天氣報告）
- https://aviationweather.gov （页面存档备份，存于） 美國國家海洋與大氣總局 (NOAA) 提供的航空氣象中心網站
- https://www.hko.gov.hk/tc/aviat/wxobs_decode.htm （页面存档备份，存于） 香港天文台香港國際機場天氣報告
- http://zh.allmetsat.com/metar-taf/ （页面存档备份，存于） METAR和TAF（各國機場的天氣報告，包括譯文）
- https://web.archive.org/web/20110520035949/http://atmo.tamu.edu/class/METAR/metar-pg9-ww.html Federal Meteorological Handbook Number 1, Surface Weather Observations and Reports